# منزل رندة كش
منزل رندة كش (بالفارسية: خانه رنده‌کش) هو منزل تاريخي يعود إلى عصر القاجاريون، ويقع في كرمانشاه.